# Procles
Na mitologia grega, Procles era um dos heráclidas, filho de Aristodemo, portanto tetra-neto de Héracles. 
Tornou-se rei de Esparta junto com seu irmão Eurístenes, durante a conquista do Peloponeso pelos heráclidas. O rei anterior era Tisâmeno, filho de Orestes. Os descendentes de Eurístenes e Procles formaram a Diarquia de Esparta, que durou até a época de Alexandre, o Grande. 